# Der Henker
Der Henker (Originaltitel: The Hangman) ist ein US-amerikanischer Western von Michael Curtiz aus dem Jahr 1959 mit Robert Taylor, Tina Louise, Fess Parker und Jack Lord in den Hauptrollen.

## Handlung
Marshal Mackenzie „Mac“ Bovard hat drei der vier Gesetzlosen, die einen bewaffneten Überfall während eines Postraubs ausgeführt haben, bereits dem Gesetz überantwortet, nun fehlt ihm nur noch der vierte Mann – John Butterfield. Über seinen ehemaligen Vorgesetzten bei der Kavallerie versucht Bovard etwas über Butterfield in Erfahrung zu bringen, da man nicht weiß, wie er aussieht. Die Zeit drängt, da der zuletzt inhaftierte Zimmerman, der als einziger ihn als Mittäter identifizieren kann, schon bald hingerichtet wird. Bei der Armee selbst kann man Bovard nicht weiterhelfen. Ein Angehöriger der Kavallerie gibt ihm jedoch den Tipp, sich an eine Selah Jennison zu wenden, deren inzwischen gefallener Mann mit Butterfield befreundet gewesen sei. Sie schlage sich als Wäscherin durch und könne die für eine Identifizierung ausgesetzte Prämie von 500 Dollar sicher gut brauchen. Bovard, der davon überzeugt ist, dass jeder Mensch seinen Preis habe, wird von der jungen Frau jedoch abgewiesen, die Butterfield verteidigt und sich weigert, ihm zu helfen. Trotzdem lässt er ihr ein Reisebillet da und die Adresse des Hotels in North Creek, wo man Butterfield vermutet, in der festen Überzeugung, dass sie sich noch anders besinnen werde. So reist er erst einmal allein und mietet zwei Zimmer im „Hotel Commercial“, um hier auf Selah Jennison zu warten. Noch am selben Tag nimmt er Verbindung mit dem örtlichen Sheriff Buck Weston auf, der sich beeindruckt von Macs Ruf zeigt. Er schildert Weston seine Sicht der Dinge und dass die Menschheit vor den vielen Banditen, die es auf der Welt gebe, geschützt werden müsse. Der Sheriff versichert ihm, dass es niemanden mit dem Namen John Butterfield in der Stadt gebe. In einem späteren Gespräch mit Weston, versichert Bovard diesem, dass jeder Mensch käuflich sei, das sei nur eine Frage des Preises. Eine Postkutsche nach der anderen fährt vor, auf Selah Jennison jedoch wartet Bovard Tag für Tag vergebens. Inzwischen hat Bovard den Transportfahrer Johnny Bishop in Verdacht, auf den die Beschreibung, die er von Butterfield hat, auffallend passt. Wo immer er auch nachfragt, legt man jedoch die Hand für den jungen Mann ins Feuer. Er ist ausnehmend beliebt in der Stadt. 
Bovard ist insgeheim sehr davon angetan, dass er einen Menschen getroffen zu haben scheint, der einen Freund nicht verraten will, worauf er dem Sheriff zuprostet. Als er seinen Auftrag gerade für beendet erklären und abfahren will, taucht zu seiner großen Enttäuschung Selah Jennison doch noch auf. Entsprechend unwirsch begegnet er ihr. Dass ihr Plan ein ganz anderer ist, ahnt er zu diesem Zeitpunkt noch nicht. Sie soll ihm anderentags zeigen, bei welchem Mann es sich um John Butterfield handelt. An den verabredeten Plan, ihr Taschentuch fallen zu lassen, wenn sie Butterfield erkannt hat, hält sich Jennison jedoch nicht. Sie bestreitet, dass Bishop Butterfield sei. Bovard denkt sich einen neuen Plan aus, sie solle morgen drüben am Tor warten, wenn der verdächtige Bishop sie erkenne und begrüße, dann wisse er, dass es sich um Butterfield handele. Wenn sie sich so sicher sei, dass es sich nicht um den Gesuchten handele, gäbe es ja keinen Grund sich zu weigern. Als Bovard mitbekommt, dass man sich im Speiseraum des Hotels über Selah Jennisons Kleidung lustig macht, gibt er ihr Geld, damit sie sich neu einkleiden kann. Der jungen Frau gelingt es, Johnny einen Zettel zuspielen zu lassen, auf dem sie ihm Bovards Plan verrät und ihn warnt. Anderentags wartet Selah neu eingekleidet am Tor und wird von allen Männern der Stadt bewundernd angeschaut, außer von Johnny. Genau das ist für Bovard ein Indiz dafür, dass es sich um den gesuchten John Butterfield handelt. Als Nächstes versucht Bovard Big Murphy, der tags zuvor in eine Schlägerei mit Bishop verwickelt war, für sich einzuspannen. Der wendet sein Wissen jedoch an, indem er Johnny und seine Frau in einer Kutsche über die Grenze bringen will. Bovard kann die Kutsche noch stoppen. Als Murphy in Gefahr gerät, weil er sich Bovards Anordnungen widersetzen will, gibt Bishop sich als Butterfield zu erkennen und lässt sich festnehmen. 
Als Bovard Selah Jennison die 500 Dollar zukommen lassen will, lehnt sie ab, sie wolle kein Blutgeld. Johnny sei unschuldig, sie wisse das genau, er habe nicht gewusst um was es ging, sein Fehler sei nur gewesen, dass er falschen Freunden vertraut habe, aber er habe kein Verbrechen begangen, sondern nur Pferde für sie zur Grenze gebracht. In Bovards Ohren klingen auch ihre Worte noch nach, er sei ein wirklicher Freund, der sie nach dem Tod ihres Mannes beschützt habe und ohne den sie damals verloren gewesen wäre. Nachdenklich geworden erzählt Bovard Selah seine Geschichte und wie er, der eigentlich Jura studiert und sich in Kalifornien als Anwalt niederlassen wollte, zu seinem Job gekommen sei. 
Die Männer der Stadt, eine verschworene Gemeinschaft, wenn es um Johnny geht, haben inzwischen einen Plan ersonnen, wie sie ihn aus dem Gefängnis befreien können. Ihr Plan klappt zwar, aber Bovard bekommt Wind davon und sieht gerade noch, wie Johnny auf einem Pferd davonreitet. Er zielt auf ihn, hebt dann aber seine Waffe und schießt in die Luft. Am anderen Morgen gibt Bovard Weston seinen Stern und bittet ihn, diesen an Marshal Cummings, seinen Vorgesetzten, zu schicken, er selbst werde nach Kalifornien fahren und sich dort als Anwalt niederlassen. Bovard will um jeden Preis wissen, was Selah Jennison nun plane. Er erhält die insgeheim von ihm erhoffte Antwort, sie fahre mit nach Kalifornien, auch wenn er sie nicht wolle. Aber sie liebe ihn nun einmal. Bovard erwidert glücklich: „Ich will dich.“

## Produktion
Den Erwerb der Filmrechte an Luke Shorts Kurzgeschichte Pull Your Freight gab die Paramount 1957 bekannt. Für Robert Taylor war es die erste Filmrolle nach dem Auslaufen seines langjährigen Vertrages bei der Metro-Goldwyn-Mayer. Die Dreharbeiten fanden 1958 statt. Das in Schwarzweiß gedrehte Filmmaterial erlaubte eine Aufführung im 1,85:1-Breitwandformat. 
Die Paramount brachte den Film 1960 in die deutschsprachigen Kinos.

## Kritik
Das vom Filmdienst herausgegebene Lexikon des internationalen Films bescheinigt dem Film ein „psychologisch zwar nicht sehr überzeugender, aber spannend und unterhaltsam inszenierter Western“ zu sein.